# Giải MAMA cho Nhóm nhạc nam xuất sắc nhất
Giải MAMA cho Nhóm nhạc nam xuất sắc nhất (tiếng Hàn: 남자 그룹상), trước đây là Giải thưởng Âm nhạc Châu Á Mnet cho Nhóm nhạc nam xuất sắc nhất, là một giải thưởng được trao hàng năm bởi CJ E&M (Mnet) tại lễ trao giải MAMA cho nhóm nhạc nam đạt thành tích xuất sắc nhất trong ngành công nghiệp âm nhạc của năm. Giải được trao lần đầu tiên cho H.O.T. (với bài hát "I Yah!") tại lễ trao giải Mnet Video Music Awards (tên gọi ban đầu của giải MAMA) lần thứ nhất vào năm 1999.

## Danh sách nghệ sĩ được đề cử và giành chiến thắng

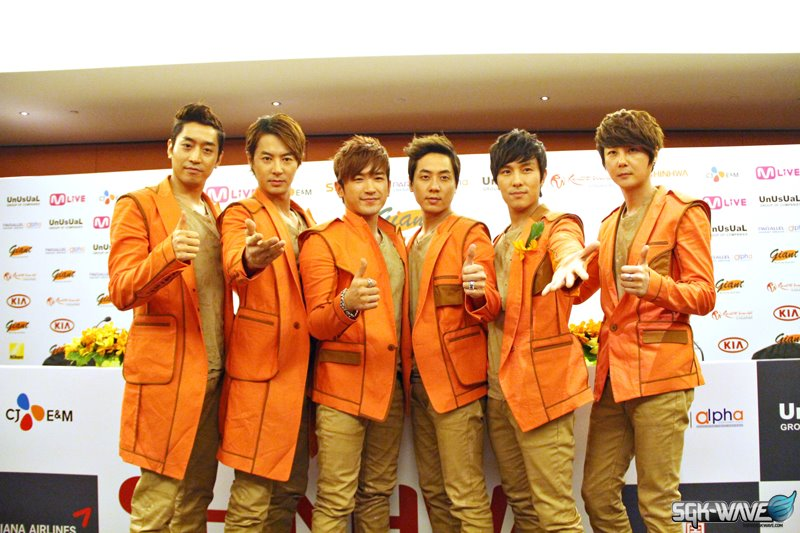
Shinhwa đã giành chiến thắng 4 lần liên tiếp (2001–04)

Big Bang đã giành chiến thắng 3 lần (2007–08, 2012)

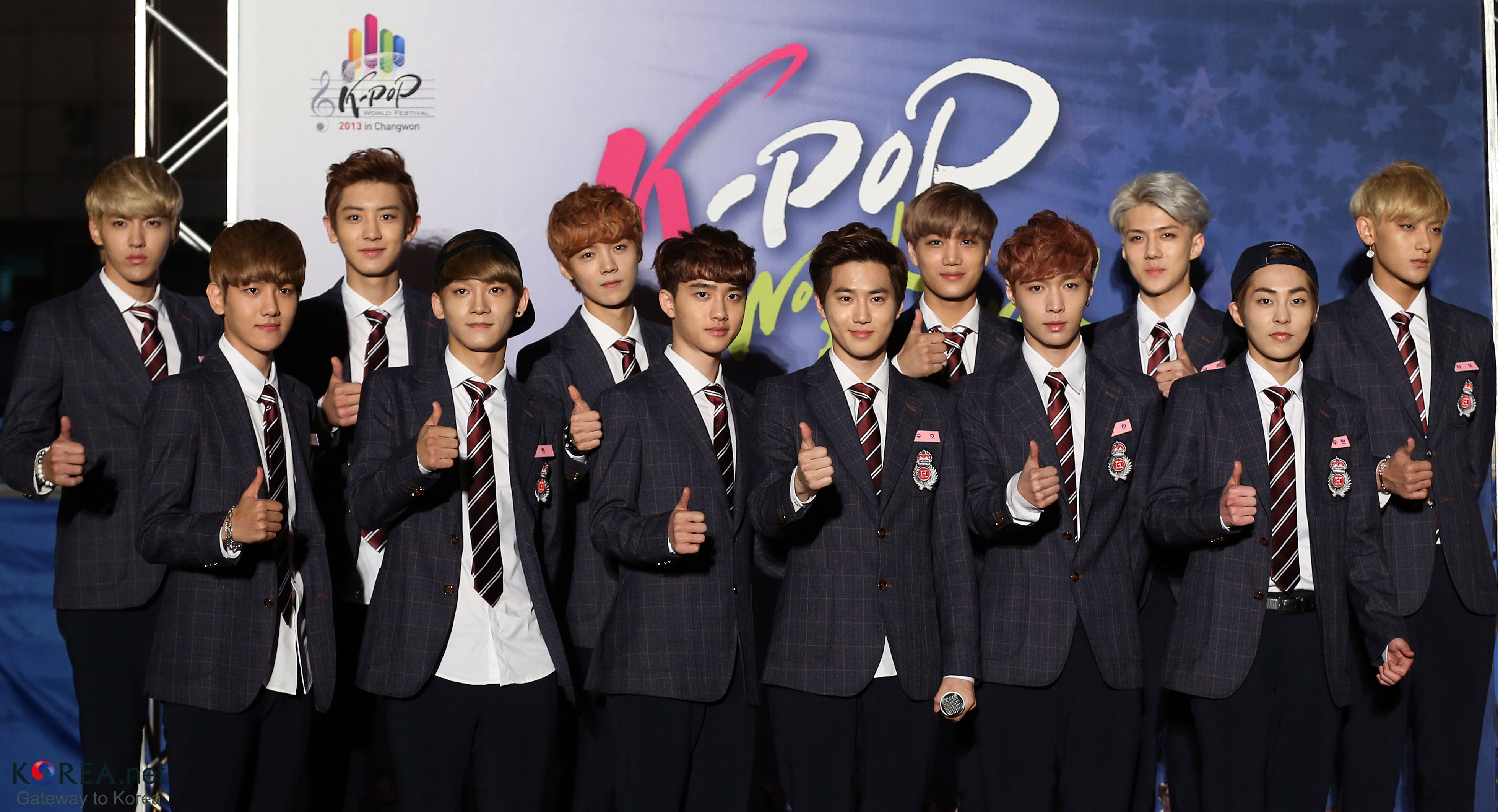
EXO đã giành chiến thắng 3 lần liên tiếp (2014–16)

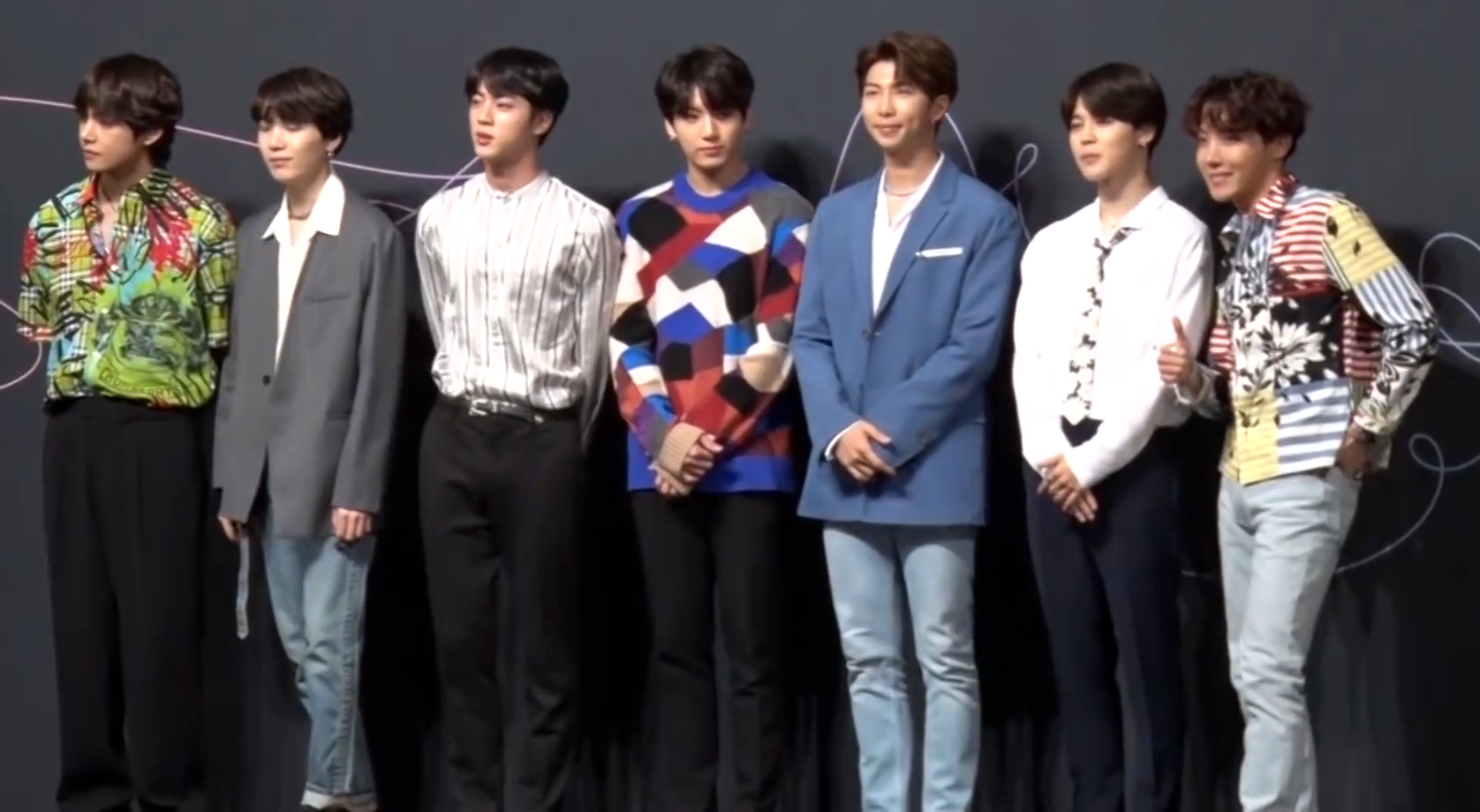
BTS đã giành chiến thắng 3 lần liên tiếp (2019–21)

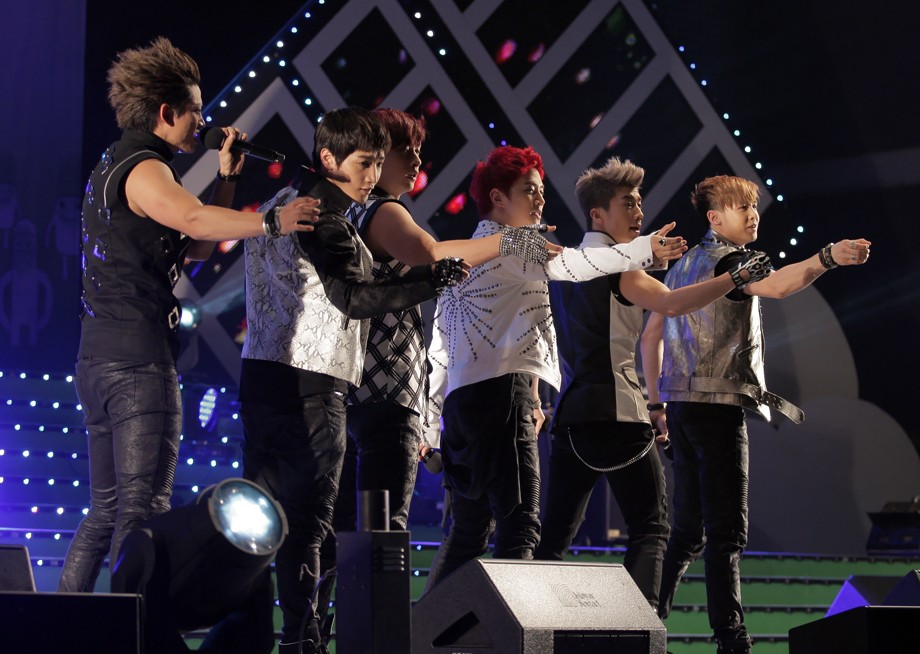
2PM đã giành chiến thắng 2 lần liên tiếp (2009–10)

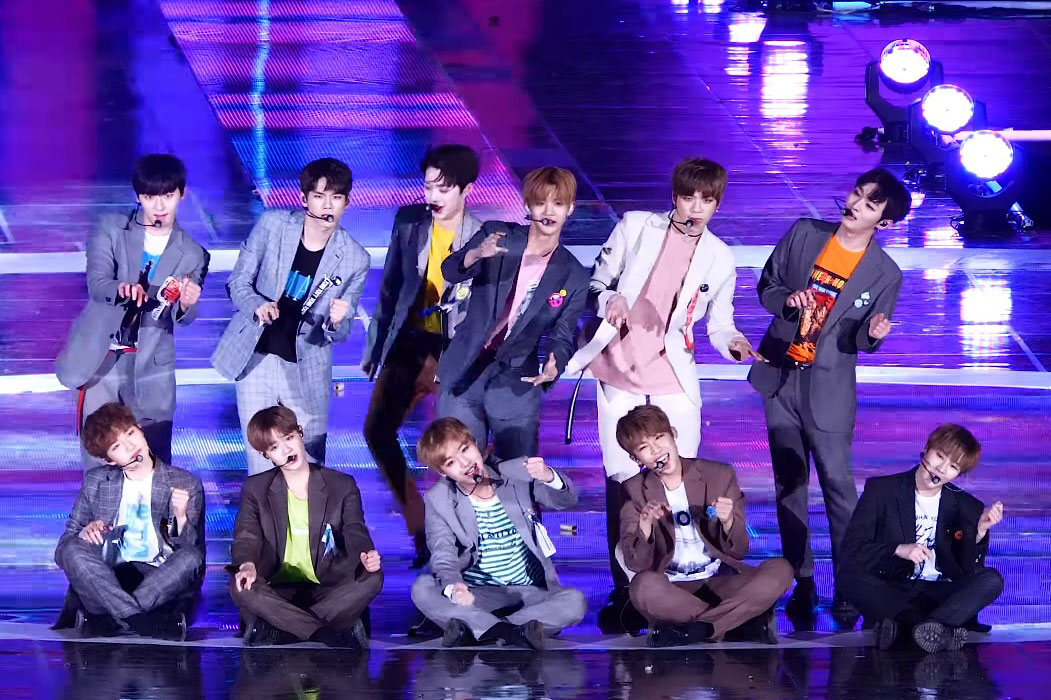
Wanna One đã giành chiến thắng 2 lần liên tiếp (2017–18)

### Thập niên 1990–2000
| Năm  | Nghệ sĩ giành chiến thắng | Bài hát                | Đề cử |
| ---- | ------------------------- | ---------------------- | --- |
| 1999 | H.O.T.                    | "I Yah!"               | - Shinhwa – T.O.P - S.E.S.♀ – "I Love You" (너를 사랑해) - Sechs Kies – "Ye Gam" (예감) - Fin.K.L♀ – "Forever Love" (영원한 사랑)       |
| 2000 | g.o.d                     | "Love and Memory"      | - DJ DOC – "Run To You" - H.O.T. – "Outside Castle" - Clones – "Choryeon" (초련) - Turbo – "Tonight"                                    |
| 2001 | Shinhwa                   | "Wild Eyes"            | - UN – "Pado" (파도) - Jinusean- "A-Yo" - g.o.d – "Lies" (거짓말) - Click-B – "Undefeatable" (백전무패)                                 |
| 2002 | Shinhwa                   | "Perfect Man"          | - J-Walk – "Suddenly" - jtL – "A Better Day" - g.o.d – "Road" (길) - Click-B – "To Be Continued"                                        |
| 2003 | Shinhwa                   | "Your Wedding"         | - g.o.d – "Letter" (편지) - S – "I Swear" - N.R.G – "Hit Song" - jtL – "Without Your Love"                                              |
| 2004 | Shinhwa                   | "Angel"                | - DJ DOC – "One Night" - NRG – "Hurray For A Virile Son Of Korea" (대한건아만세) - MC the Max – "Love Poem" (사랑의시) - 1TYM – "Hot"   |
| 2005 | SG Wannabe                | "Crime and Punishment" | - TVXQ – "Rising Sun" - Buzz – "Coward" (겁쟁이) - MC the Max – "Don't Be Happy" (행복하지 말아요) - g.o.d – "An Ordinary Day" (보통날) |
| 2006 | TVXQ                      | "'O'-Jung.Ban.Hap."    | - SS501 – "Snow Prince" - Buzz – "You Don't Know Man" - Shinhwa – "Once In A Lifetime" - SG Wannabe – "Partner For Life"                |
| 2007 | Big Bang                  | "Lies"                 | - Super Junior – "Don't Don" - Epik High – "Fan" - SG Wannabe – "Arirang" - SS501 – "4Chance"                                           |
| 2008 | Big Bang                  | "Haru Haru"            | - TVXQ – "Mirotic" - Epik High – "One" (ft. Ji Sun) - F.T. Island – "After Love" - SG Wannabe – "La La La"                              |
| 2009 | 2PM                       | "Again & Again"        | - Big Bang – "Sunset Glow" - Super Junior – "Sorry, Sorry" - SG Wannabe – "I Love You" - SS501 – "UR Man"                               |

### Thập niên 2010–2020
| Năm  | Nghệ sĩ giành chiến thắng | Bài hát               | Đề cử |
| ---- | ------------------------- | --------------------- | --- |
| 2010 | 2PM                       | "I'll Be Back"        | - 2AM – "Even If I Die, I Can't Let You Go" - Beast – "Shock" - MBLAQ – "Y" - Super Junior – "Bonamana"                                                                |
| 2011 | Super Junior              | "Mr. Simple"          | - 2PM – "Hands Up" - Beast – "Fiction" - Big Bang – "Tonight" - TVXQ – "Keep Your Head Down"                                                                           |
| 2012 | Big Bang                  | "Fantastic Baby"      | - TVXQ – "Catch Me" - Beast – "Beautiful Night" - Super Junior – "Sexy, Free & Single" - Shinhwa – "Venus"                                                             |
| 2013 | Infinite                  | "Man In Love"         | - Exo – "Growl" - Shinee – "Dream Girl" - Shinhwa – "This Love" - Teen Top – "Miss Right"                                                                              |
| 2014 | Exo                       | "Overdose"            | - B1A4 – "Solo Day" - Block B – "H.E.R." - Beast – "Good Luck" - Super Junior – "Mamacita"                                                                             |
| 2015 | Exo                       | "Call Me Baby"        | - Big Bang – "Loser" - BTS – "I Need U" - Shinee – "View" - Super Junior – "Devil" - Shinhwa – "Sniper"                                                                |
| 2016 | Exo                       | "Monster"             | - BTS – "Fire" - Block B – "Toy" - Shinee – "1 of 1" - Infinite – "The Eye" - iKon – "WYD"                                                                             |
| 2017 | Wanna One                 | "Energetic"           | - Exo – "Ko Ko Bop" - BTS – "DNA" - Seventeen – "Don't Wanna Cry" - Got7 – "You Are" - Nu'est W – "Where You At"                                                       |
| 2018 | Wanna One                 | "Boomerang"           | - BTS – "Fake Love" - Seventeen – "Oh My!" - Got7 – "Lullaby" - NU'EST W – "Dejavu" - NCT 127 – "Touch"                                                                |
| 2019 | BTS                       | "Boy With Luv"        | - Exo – "Love Shot" - Got7 – "Eclipse" - NCT 127 – "Superhuman" - Monsta X – "Alligator" - Seventeen – "Home"                                                          |
| 2020 | BTS                       | "On"                  | - Exo – "Obsession" - Got7 – "Not by the Moon" - NCT – "Resonance" - Monsta X – "Fantasia" - Seventeen – "Left & Right"                                                |
| 2021 | BTS                       | "Permission to Dance" | - NCT 127 – "Favorite (Vampire)" - NCT Dream – "Hello Future" - Seventeen – "Rock with You" - Stray Kids – "Thunderous" - TXT – "0x1=Lovesong (I Know I Love You)"     |
| 2022 | TBA                       | TBA                   | - BTS - "Yet To Come" - Enhypen - "Blessed-Cursed" - NCT Dream - "Glitch Mode" - Seventeen - "Hot" - Stray Kids - "Maniac" - Tomorrow X Together - "Good Boy Gone Bad" |

## Kỷ lục
4 lần
- Shinhwa

3 lần
- BTS
- Big Bang
- Exo

2 lần
- 2PM
- Wanna One